# 73442 Feruglio
73442 Feruglio è un asteroide della fascia principale. Scoperto nel 2002, presenta un'orbita caratterizzata da un semiasse maggiore pari a 3,2175760 UA e da un'eccentricità di 0,1687414, inclinata di 3,35882° rispetto all'eclittica.
L'asteroide è dedicato all'astronoma italiana Chiara Feruglio.